# Riverview Estates
Riverview Estates est un village situé à l'ouest du comté de Cass, dans le Missouri, aux États-Unis,.

## Démographie
Lors du recensement de 2010, le village comptait une population de 82 habitants. Elle est estimée, en 2016, à 83 habitants.

## Source de la traduction
- (en) Cet article est partiellement ou en totalité issu de l’article de Wikipédia en anglais intitulé « Riverview Estates, Missouri » (voir la liste des auteurs).